# Il ratto della Francesca
Il ratto della Francesca è un'opera teatrale (commedia in due atti) di Dario Fo. Il primo allestimento, a cura dello stesso Fo e con protagonista sua moglie, l'attrice Franca Rame, avvenne a Trieste nel dicembre del 1986.

## Trama
Una scaltra signora (forse una potente banchiera lombarda, forse la sua segretaria: il mistero verrà sciolto alla fine) viene sequestrata su commissione (anche l'identità del mandante sarà svelata alla fine) da alcuni malfattori, ma lei saprà ribaltare la situazione completamente a suo favore.

## Temi
Il tema del sequestro di persona è utilizzato per costruire una graffiante satira sociale che affronta i più svariati temi, dalla politica all'AIDS.

## Accoglienza
Ottimamente accolta dal pubblico, la commedia ha collezionato recensioni positive, salvo alcune eccezioni, come quella di Aggeo Savioli su L'Unità.